# フレクトゴン

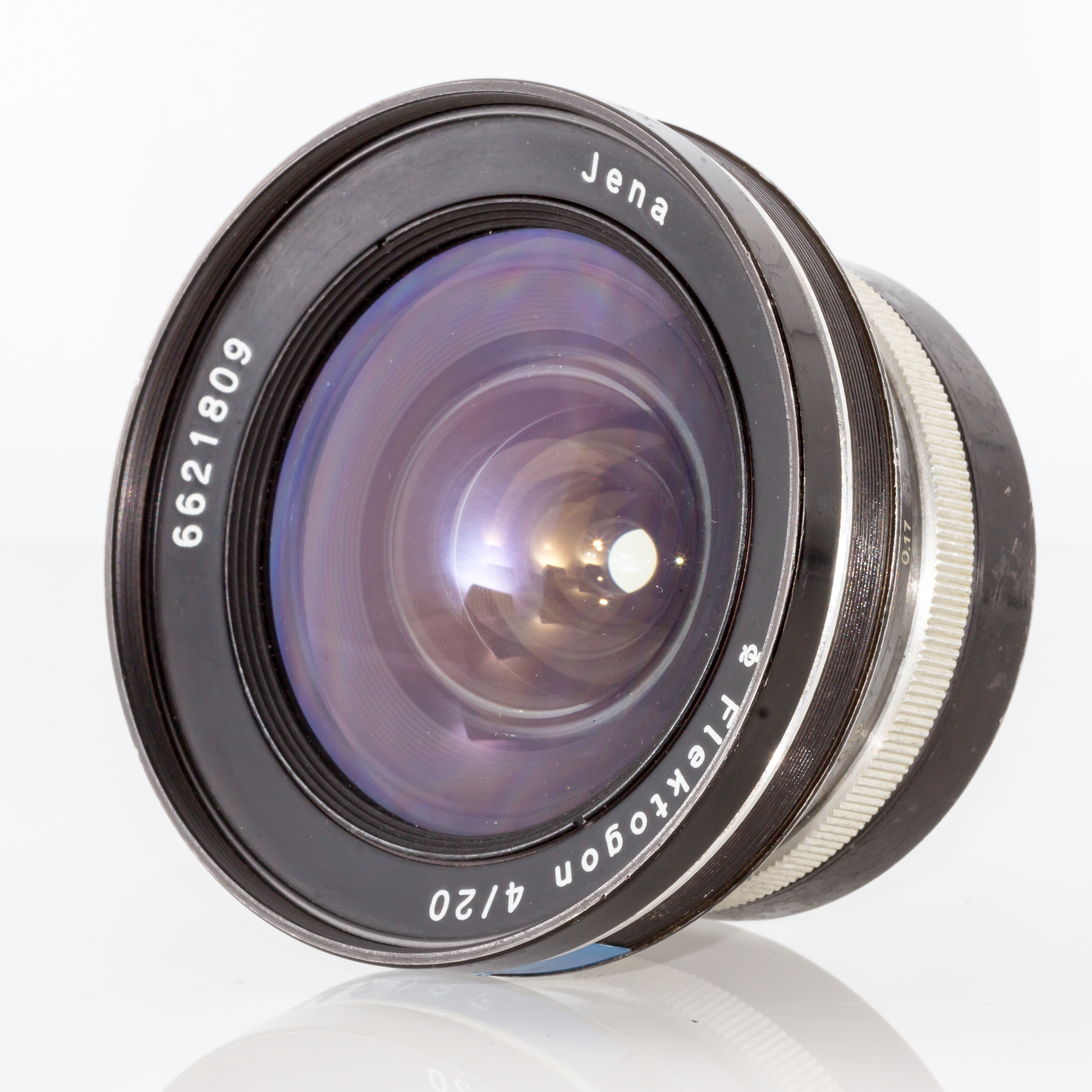

フレクトゴン（Flektogon ）はドイツ民主共和国（東ドイツ）で設計された逆望遠型のレンズに使われたレンズブランドである。最初の製品はハリー・ツェルナー（Harry Zöllner ）とルドルフ・ソリッシ（Rudolf Solisch ）により設計された。